# Fistula Foundation
A Fistula Foundation é uma organização sem fins lucrativos 501(c)(3) voltada para o tratamento de fístula obstétrica, financiando mais cirurgias de reparo do que qualquer outra organização, pública ou privada. Em setembro de 2022, a fundação apoiava hospitais e médicos em mais de 20 países da África e da Ásia. A fundação dedica-se ao tratamento da fístula obstétrica cobrindo o custo total da cirurgia de reparo da fístula para mulheres de baixa renda que, de outra forma, não teriam acesso ao tratamento. Eles também fornecem treinamento para cirurgiões de fístula, equipamentos e atualizações de instalações que tornam o tratamento da fístula o mais seguro possível, aconselhamento pós-cirúrgico e suporte para pacientes curadas. A fundação foi reconhecida por várias organizações por sua transparência, eficácia e eficiência, recebendo a classificação máxima "A" da CharityWatch e uma classificação de quatro estrelas da Charity Navigator por 16 anos consecutivos, o que a coloca entre as 1% melhores instituições de caridade avaliadas no site. Em 2023, a fundação recebeu uma doação de US$ 15 milhões da filantropa MacKenzie Scott, anunciada juntamente com um novo plano estratégico de cinco anos que promoverá a visão In It to End It da fundação. A fundação também foi selecionada como uma das 22 instituições de caridade recomendadas pela organização do professor de Princeton Peter Singer, The Life You Can Save. A relação custo-benefício da organização também foi observada pela GiveWell em 2019.

## História
A Fistula Foundation foi fundada em 2000 por Richard Haas e sua filha Shaleece Haas, que deixaram a organização em 2005. Sua sede fica em San Jose, Califórnia, e tem escritórios no Quênia e na Zâmbia. Desde sua criação, a organização já arrecadou mais de US$ 140 milhões de doadores de mais de 81 países. Até 2008, a fundação apoiava apenas o trabalho do Addis Ababa Fistula Hospital, na Etiópia, fundado pela falecida Dra. Catherine Hamlin e seu marido Reginald Hamlin. Em 2009, a fundação expandiu sua missão, deixando de financiar apenas esse hospital e passando a abordar o tratamento da fístula em todo o mundo. Desde então, a fundação tem apoiado projetos em um total de 34 países da África e da Ásia. Desde a expansão de sua missão em 2009, a fundação já realizou mais de 75.000 cirurgias.

## Foco
A necessidade de tratamento de fístula é muito maior do que a oferta. Para cada mulher que recebe tratamento, estima-se que mais 50 mulheres ficam sem ele, de acordo com a fundação e confirmado por uma meta-análise publicada e revisada por pesquisadores. Por isso, a Fistula Foundation se concentra principalmente no tratamento, seja diretamente por meio de cirurgias de reparo de fístulas ou pela remoção de barreiras ao tratamento por meio do treinamento de cirurgiões e do fornecimento e equipamento de instalações médicas.
Desde a expansão para uma missão global em 2009, a organização cresceu para ajudar a atender à grande necessidade não atendida de tratamento dessa doença. Atualmente, ela fornece mais apoio do que qualquer outra organização, incluindo a USAID e as Nações Unidas. Os países onde a fundação apoiou projetos incluem Afeganistão, Angola, Bangladesh, Benin, Burundi, Camarões, Chade, República Democrática do Congo, Etiópia, Guiné-Bissau, Guiné, Quênia, Libéria, Madagascar, Mali, Malaui, Mauritânia, Moçambique, Nepal, Níger, Nigéria, Paquistão, Ruanda, Senegal, Somália, Somalilândia, Sudão, Sudão do Sul, Tanzânia, Uganda, Zâmbia e Zimbábue.
A fundação também financia o treinamento de cirurgiões, aumentando o número de cirurgiões especializados em fístula com a capacidade de realizar o que pode ser uma cirurgia muito complexa. A organização apoiou a Iniciativa de Treinamento em Fístula da FIGO (Federação Internacional de Ginecologia e Obstetrícia), que trabalha para desenvolver a capacidade dos cirurgiões de fístula em centros de treinamento credenciados usando o Manual de Treinamento em Cirurgia de Fístula com Base na Competência Global da FIGO.

## Liderança

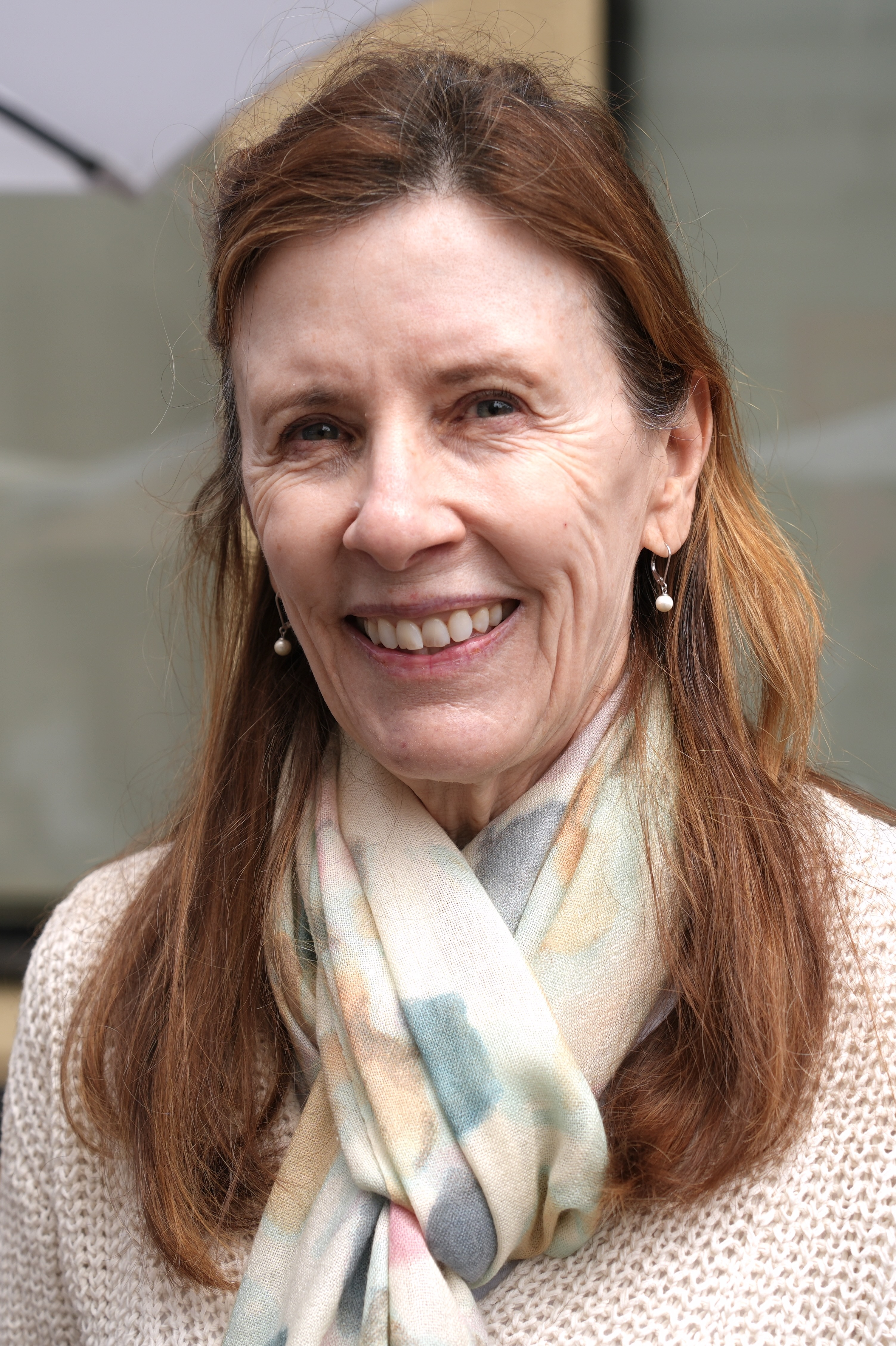
Kate Grant (2025)

A Fistula Foundation é dirigida pela CEO Kate Grant, que ingressou na organização em 2005 como sua primeira executiva-chefe. Sob sua liderança, a fundação deixou de apoiar uma instalação em um único país para se tornar a líder global no tratamento de fístulas. Em 2014, Grant recebeu o prêmio "Prêmio de Profissional de Marketing do Ano para Organizações Sem Fins Lucrativos" da Fundação da Associação Americana de Marketing. A fundação tem um Conselho de Administração com seis membros; o presidente é Ling Yang Lew.

## Avaliações
A Fistula Foundation recebeu uma classificação de quatro estrelas no Charity Navigator todos os anos desde 2005, uma honra que apenas 1% das instituições de caridade avaliadas recebem. A fundação atende a todos os padrões de responsabilidade de instituições de caridade do Better Business Bureau e é uma instituição de caridade com a melhor classificação no GreatNonprofits. A organização de Peter Singer, The Live You Can Save, incluiu a Fistula Foundation em sua lista das "melhores instituições de caridade para doações efetivas" desde 2014.
Em 2015, ela foi selecionada pela empresa de investimentos The Motley Fool como sua parceira "Foolanthropy", arrecadando mais de US$ 75.000. A ConsumerReports publicou uma lista de instituições de caridade recomendadas para a temporada de férias de 2018, nomeando a Fistula Foundation como uma das cinco organizações internacionais.
Em 2019, o avaliador de caridade GiveWell disse sobre a fundação: "A partir de uma análise inicial de custo-benefício, nossa melhor estimativa é que a Fistula Foundation pode estar na faixa de custo-benefício de nossas principais instituições de caridade atuais." A avaliação da GiveWell sobre a organização está em andamento.

## Parcerias
A fundação é parceira da Campanha para Acabar com a Fístula do Fundo de População das Nações Unidas. Outros parceiros incluem a Direct Relief, a Federação Internacional de Ginecologia e Obstetrícia (FIGO) e a Sociedade Internacional de Cirurgiões de Fístula Obstétrica (ISOFS). A fundação foi a principal financiadora do Mapa Global de Tratamento de Fístula.
Quando a organização se expandiu para combater a fístula em todo o mundo em 2009, seu primeiro cirurgião parceiro foi o Dr. Denis Mukwege, do Hospital Panzi, na República Democrática do Congo. Essa parceria continua desde então e, em 2018, Mukwege recebeu o Prêmio Nobel da Paz. Outra parceira notável foi Edna Adan Ismail, fundadora do Hospital e Universidade Edna Adan, ex-primeira-dama e ministra das Relações Exteriores da Somalilândia e a primeira enfermeira parteira qualificada do país.
A Fistula Foundation recebeu financiamento e apoio da Johnson & Johnson. A empresa fez parceria com a fundação na última década, fornecendo quase US$ 4 milhões em apoio.
Em 2014, a fundação lançou sua primeira rede de tratamento em todo o país, no Quênia, com financiamento inicial da Astellas Pharma EMEA. A iniciativa foi projetada para tratar mulheres, treinar mais cirurgiões de fístula e construir uma rede duradoura de provedores de tratamento. A fundação lançou uma segunda rede de tratamento em todo o país, na Zâmbia, em 2017, com o apoio da Johnson & Johnson. Cumulativamente, as redes no Quênia e na Zâmbia trataram mais de 7.300 mulheres, adicionaram 12 instalações a uma rede nacional de tratamento de fístula, certificaram 14 novos cirurgiões de fístula no nível de competência global da FIGO e realizaram mais de 28.101 eventos de alcance comunitário destinados a educar as comunidades sobre fístula obstétrica, como identificá-la e onde receber tratamento.

## Mídia
O jornalista Nicholas D. Kristof, duas vezes ganhador do Prêmio Pulitzer, tem coberto constantemente o trabalho da fundação em sua coluna do The New York Times, mais recentemente em outubro de 2019. Ele mencionou a organização pela primeira vez em junho de 2005, e novamente em junho de 2006, fevereiro de 2007, outubro de 2009, dezembro de 2009, maio de 2010, maio de 2011, maio de 2012, junho de 2013, fevereiro de 2014, março de 2015, março de 2016, e fevereiro de 2018.
A fundação também continua a chamar a atenção por meio de artigos de Grant em publicações internacionais, incluindo The Guardian, The Lancet, The San Jose Mercury News, Medium e The Huffington Post. A fundação também foi destaque na televisão queniana (CitizenTV, NTV) por comemorar a grande inauguração do Gynocare Women's & Fistula Center, um hospital financiado pelos doadores da Fistula Foundation. O Dr. Hillary Mabeya, cofundador da Gynocare, publicou um artigo de opinião sobre seu trabalho como cirurgião de fístula no U.S. News & World Report em maio de 2018. O PBS NewsHour exibiu um segmento sobre a rede de tratamento nacional da Fistula Foundation no Quênia em dezembro de 2017. A organização também recebeu cobertura do The Independent, Rolling Stone, USA Today, Reuters, NewsWeek, NewsDeeply, Money Magazine, e MSN News.
A fundação foi apresentada com destaque como uma das principais instituições de caridade eficazes na edição do 10º aniversário do livro do professor de ética Peter Singer, The Life You Can Save. A parceria de Singer com a fundação é de longa data. Em 2015, Singer organizou um show com o músico Paul Simon, ganhador do prêmio Grammy, que arrecadou mais de US$ 150.000 para o tratamento de fístulas.
A fundação foi a principal patrocinadora do documentário A Walk to Beautiful, que ganhou o prêmio de Melhor Documentário de Longa-Metragem de 2007 da International Documentary Association e um Emmy de Melhor Documentário de Longa-Metragem em 2008. O filme conta a história de cinco mulheres etíopes tratadas pela Dra. Hamlin e sua equipe no Addis Ababa Fistula Hospital. A NOVA, da PBS, é o outro grande patrocinador do documentário. Em 2016, o comediante Louis C.K. ganhou US$ 50.000 para a Fistula Foundation na edição "Power Players" do Jeopardy! A Fistula Foundation também foi apresentada no livro de Nicholas Kristof e Sheryl WuDunn, Half the Sky: Turning Oppression into Opportunity for Women Worldwide. Essa campanha incluiu um jogo no Facebook, Half the Game. Graças ao apoio de US$ 250.000 da Johnson & Johnson, os jogadores desse jogo podem ajudar a financiar o tratamento de fístula no mundo real, por meio de ações on-line no jogo.
Em maio de 2023, a Ms. Magazine publicou um artigo escrito pela CEO da Fistula Foundation, Kate Grant, intitulado "Skip the Flowers: This Mother's Day, Help Save Women Who Suffer During Childbirth" (Deixe as flores de lado: neste Dia das Mães, ajude a salvar as mulheres que sofrem durante o parto). O artigo discute as disparidades no atendimento obstétrico para mães em todo o mundo e é um apelo à ação para que as pessoas doem para causas que apoiem a saúde materna e para que cobrem os governos por mais apoio a saúde materna global.

## Doação de MacKenzie Scott
Em maio de 2023, a Fistula Foundation recebeu uma doação de US$ 15 milhões da filantropa MacKenzie Scott. A doação foi anunciada em 23 de maio, Dia Internacional para Acabar com a Fístula Obstétrica, um evento anual patrocinado pelas Nações Unidas. O anúncio dessa doação coincidiu com o anúncio de um novo plano estratégico de cinco anos no valor de US$ 110 milhões. De acordo com esse plano, a Fistula Foundation pretende realizar 80.000 cirurgias em mulheres com lesões de parto na África Subsaariana e na Ásia. O plano também inclui um plano para ampliar as redes de tratamento em cinco novos países e trazer pelo menos 40 novas organizações de cirurgia e assistência para a rede de parceiros da fundação. Embora a maioria dos beneficiários da filantropia de Scott tenha sido organizações que atendem a populações dos EUA, a Fistula Foundation é um dos poucos beneficiários a trabalhar com populações inteiramente de países em desenvolvimento.

## Prêmio Allan Rosenfield
O Prêmio Allan Rosenfield da fundação reconheceu as contribuições excepcionais daqueles que deixaram um legado profundo e realizado para a fundação e sua missão. O prêmio foi inaugurado em 2012 e recebeu esse nome em homenagem ao Dr. Allan Rosenfield, que atuou na diretoria da organização por cinco anos. Como reitor da Escola de Saúde Pública Mailman da Universidade Columbia, Rosenfield era conhecido mundialmente por sua liderança pioneira e inúmeras contribuições para o campo da saúde da mulher.
Em 2016, Conrad Person, da Johnson & Johnson, foi premiado por seu papel fundamental na formação de uma parceria duradoura entre a fundação e seu maior patrocinador corporativo. Em 2017, o falecido Jerry Goldstein foi homenageado como o voluntário mais antigo da Fistula Foundation, dedicando uma parte de seu tempo toda semana desde 2005. Vários membros anteriores da diretoria receberam o prêmio, incluindo Kelly Brennan, Larry William, Rob Tessler, Jerry Shefren, Kassahun Kebede, Linda Tripp, Teri Whitcraft, Bill Mann e Denis Robson. Peter Singer é o mais recente ganhador do prêmio, recebido em 2023.